# Palazzo Bonzi (già Benvenuti, Vimercati)
L'ex palazzo Bonzi, già Benvenuti, Vimercati, è un palazzo storico di Crema. Attualmente vi ha sede l'archivio storico della Diocesi di Crema, la biblioteca diocesana, le redazioni del settimanale Il Nuovo Torrazzo e dell'emittente radiofonica Radio Antenna 5.

## Storia
Nei primi anni del XVIII secolo i fratelli Alfonso, Claudio, Manfredo e Paolo Benvenuti (ramo di Montodine) acquistarono lungo la Contrada di Porta Ripalta (l'odierna Via Giacomo Matteotti) tre case contigue per erigervi il nuovo palazzo di proprietà. I lavori iniziarono nel 1710 e la direzione fu affidata ai cugini Giuseppe Bos e Andrea Luchini. Nel 1711 veniva prodotta un'istanza ai Deputati delle strade per aggiungere un balcone sopra il portale mentre nel 1712 con l'intervento dello stuccatore Sebastiano Aliprandi doveva ormai essere conclusa la facciata.
Da un ulteriore documento del 1715, la richiesta di collocare delle colonnette affinché i carri non transitassero troppo vicino all'edificio, si viene a conoscere che la facciata era stata costruita in posizione più arretrata rispetto agli stabili precedenti permettendo un allargamento della strada.
La dimora rimase di proprietà dei Benvenuti fino al 1852 quando Ercole la vendette ad Antonio Bisleri che però la detenne per poco tempo; nel 1858 fu ceduta ad Agostino Vimercati, discendente di uno tra i tanti rami di questa articolata ed antica famiglia, nobile ma meno titolato. Costui fece avviare dal 1861 una serie di trasformazioni sia esterne (in particolar modo la facciata) sia interne con un sostanziale rinnovamento dei locali affidando la realizzazione delle decorazioni a Giuseppe Rizzardi e Eugenio Giuseppe Conti.
Agostino Vimercati morì celibe nel 1886 e i suoi averi furono ereditati dai nipoti Lodovica e Fausto Carioni ai quali tuttavia il destino non permise di goderne: la prima morì lo stesso anno a soli 30 anni, il fratello pochi mesi dopo (maggio 1887) all'età di 32 anni. Il palazzo quindi passò allo zio Antonio Bonzi che dopo la prima guerra mondiale lo vendette; seguirono vari passaggi di proprietà finché nel 1934 pervenne al nuovo Seminario vescovile costruito giusto dietro il palazzo, con la facciata rivolta verso via Dante Alighieri. 
Con l'unificazione delle due proprietà scomparve un brano di giardino e una veduta affrescata da Giuseppe Motta con la scenografia di un lago. L'edificio fu destinato a casa per il clero e sede dell'Azione cattolica maschile e per sanare i debiti il vescovo raccomandò l'istituzione della Giornata pro Seminario.
In quegli anni - prima del 1941 ad ogni modo - vi venne anche trasferita la redazione dell'organo d'informazione della diocesi di Crema Il Nuovo Torrazzo, nell'ala sinistra (ingresso da Via Goldaniga).
L'8 dicembre 1977, dopo una fase di gestazione e di studio avviata anche con il sostegno del vescovo Carlo Manziana, iniziarono le trasmissioni dell'emittente radiofonica Radio Antenna 5 i cui locali venivano individuati nell'ala destra del palazzo (ingresso da via Magenta) con l'antenna trasmittente collocata sul tetto; primo direttore fu il futuro onorevole Gianni Risari. 
Dopo una serie di traslochi venne trasferito nel 1997 a Palazzo Bonzi l'archivio storico della diocesi di Crema.
Il 19 aprile 2011 alla presenza del cardinale Paul Poupard fu inaugurata la biblioteca diocesana, allestita su progetto dell'architetto Ercole Barbati ed erede di quella del seminario con l'aggiunta di donazioni di provenienza privata e da sacerdoti. Fu aperta alla consultazione pubblica nel 2012.

## Personalità legate al palazzo

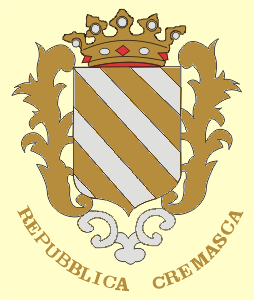
Lo stemma della Repubblica Cremasca.

- Lo stemma della Repubblica Cremasca.Manfredo ed Agostino Benvenuti, padre e figlio, vissuti a cavallo tra XVII e XIX secolo, alla caduta della Repubblica di Venezia si atteggiarono a giacobini[18]. Manfredo fu Presidente della municipalità democratica tra il 1802 ed il 1805. Agostino assieme al marchese Gambazocca fu tra i promotori per la costituzione della Repubblica di Crema diventando membro del Comitato di difesa[19]. Durante il Regno d'Italia divenne podestà, carica che mantenne anche nel 1815 (e fino al 1816) nonostante l'istituzione del Regno Lombardo-Veneto[18][19]; nel 1820 sedeva a Milano nel Congregazione generale di Lombardia[19].
- Ottavio Benvenuti (figlio di Manfredo e fratello di Agostino) fu Ricevitore e Ministro dell'ordine maltese a Venezia; presenziò all'incoronazione di Napoleone a Milano nel 1805[19].

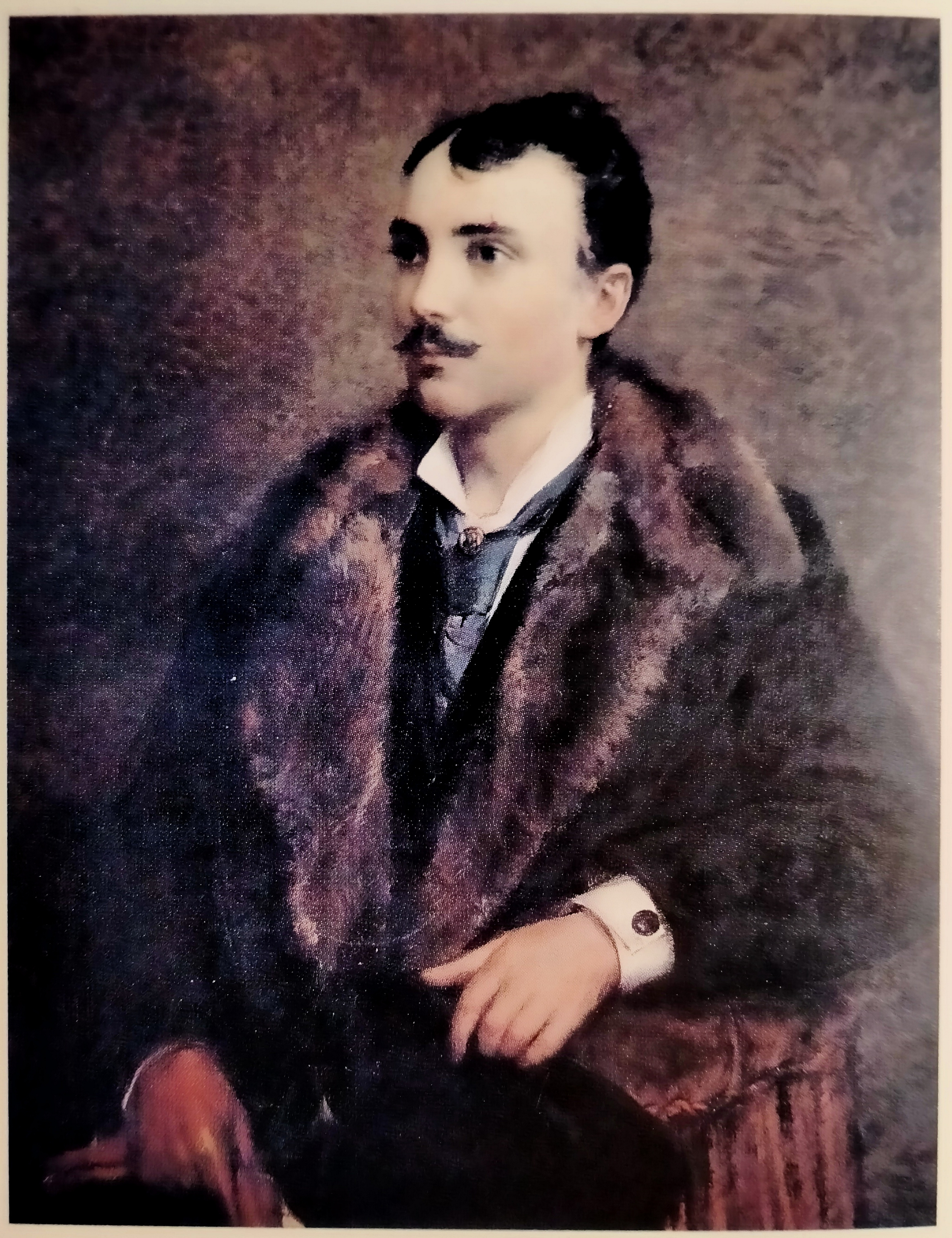
Eugenio Giuseppe Conti (attribuzione): "Ritratto di Fausto Carioni", olio su tela, Crema, proprietà Fondazione Benefattori Cremaschi.

- Il nobile Fausto Carioni, che ereditò la dimora dallo zio Agostino Vimercati, morì giovanissimo nel 1887 testando la donazione di 190 mila lire da destinare ad enti caritativi così divisi; 10 mila ad ognuna di queste opere pie: Ospedale degli Infermi, Istituto della Misericordia, Zitelle, Ritirate, Asilo infantile, Istituto Buon Pastore, Sordomute, Scrofolosi[20]; 500 lire ai poveri di Credera[20]; ma. soprattutto, la rilevante somma di 100 mila al comune di Crema per la fondazione di un ricovero di mendicità[8][20]; il lascito fu approvato dall'amministrazione il 14 luglio 1887 con l'intenzione di girare la somma alla Congregazione di Carità, operazione poi approvata dal Consiglio della stessa, dalla Deputazione provinciale e, via via autorizzata da vari organi fino al livello statale[21]. L'Opera pia è confluita nel 2004 nella Fondazione Benefattori Cremaschi Onlus[22].

## Ospiti illustri
- L'imperatore Francesco II d'Asburgo-Lorena: visitò la città dal 17 al 19 febbraio 1816 e alloggiò per due notti in questo palazzo ospite di Agostino Benvenuti[19] per il quale venne organizzato un ricevimento di gala[4].
- Don Primo Mazzolari fu ospite in questo palazzo il 17 novembre 1938 dove vi si era da poco trasferita l'Azione Cattolica[23].
- Il cardinale Paul Poupard inaugurò la biblioteca diocesana nel 2011[15].

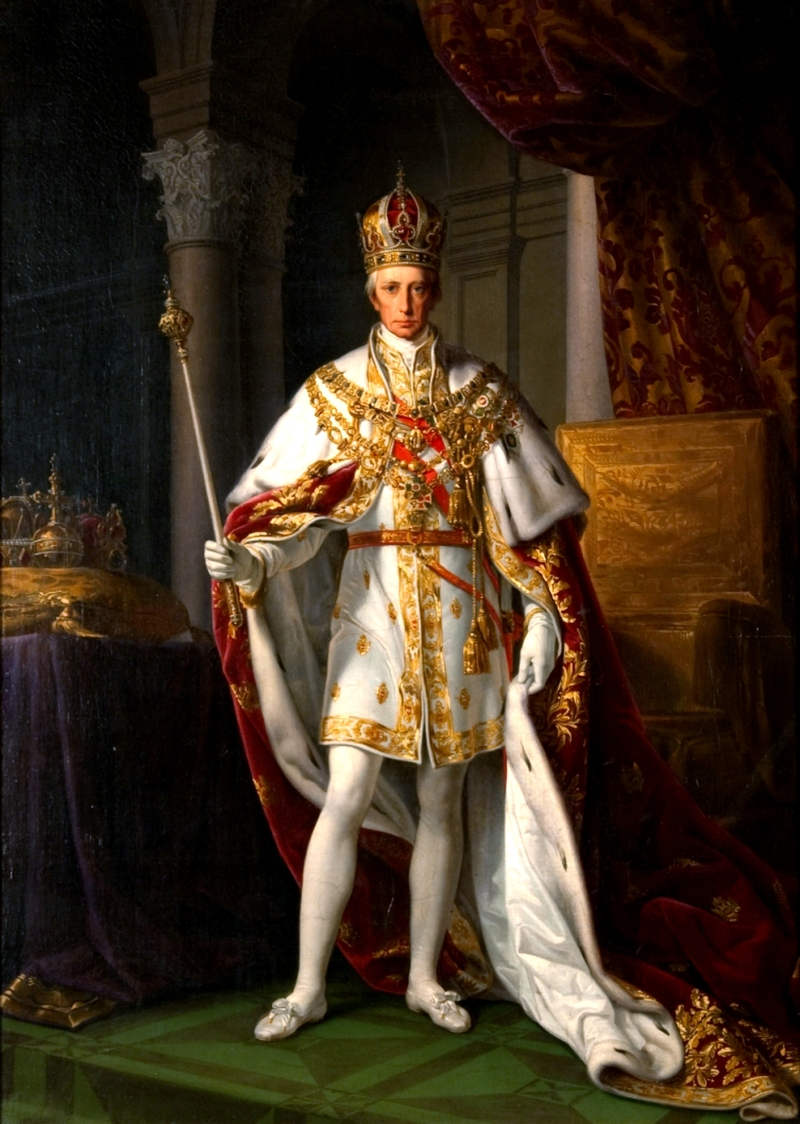
L'imperatore Francesco II d'Asburgo-Lorena.
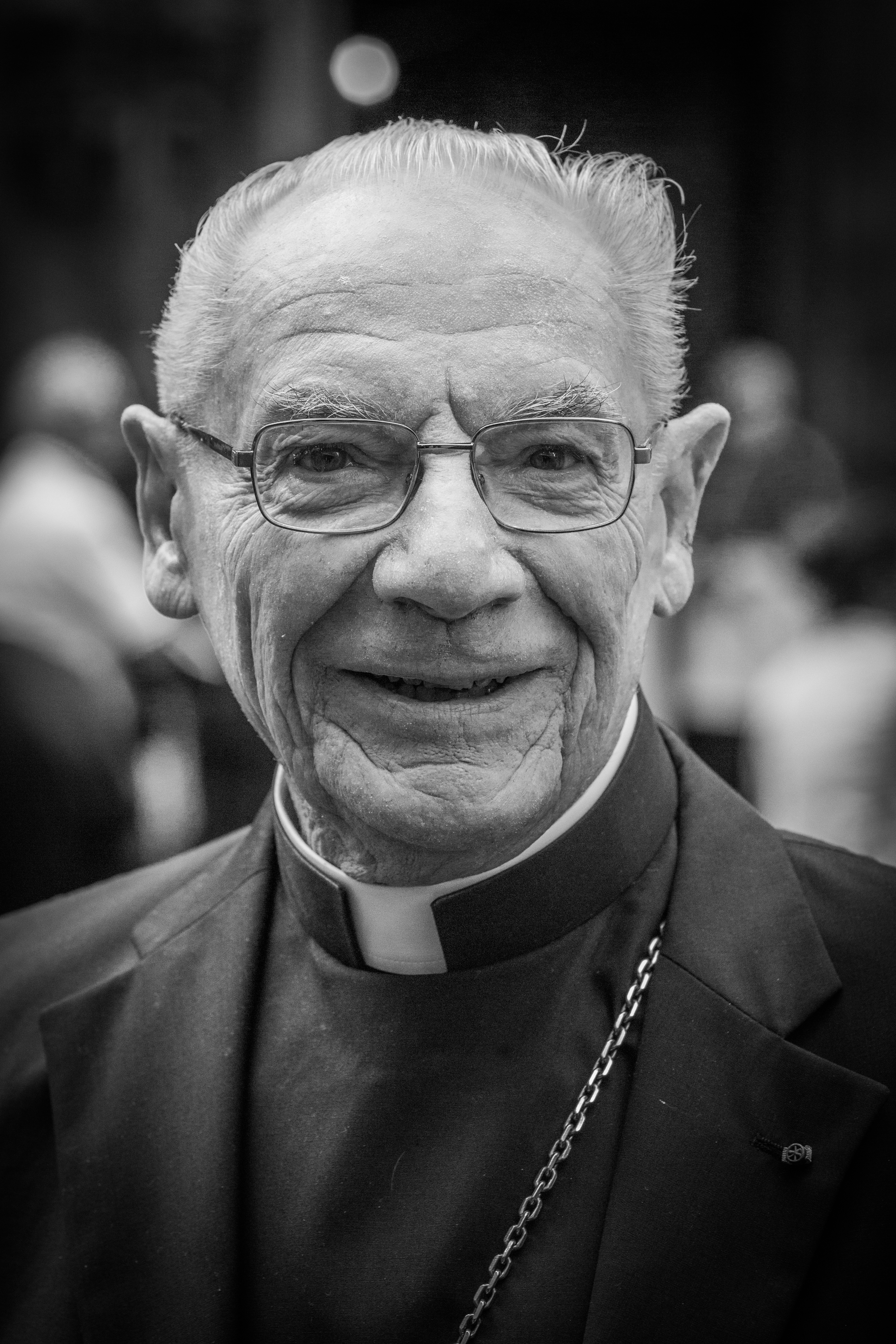
Il cardinale Paul Poupard.

## Caratteristiche

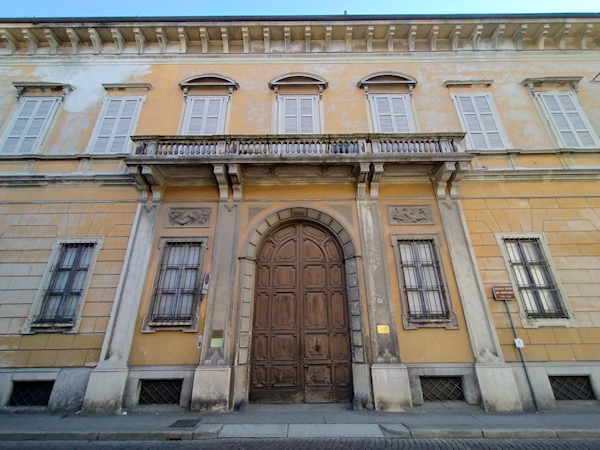
La facciata.

Negli esterni del palazzo sono mescolati elementi settecenteschi e le aggiunte volute da Agostino Vimercati a partire dal 1861 che hanno conferito alla dimora uno stile prevalentemente neoclassico. La facciata si sviluppa su due ordini divisi da una doppia cornice marcapiano; al piano terra, ai lati del portale si aprono quattro finestre per lato con semplici cornici allineate ad altrettante piccole aperture raso terra. Al piano superiore si alternano tre finestre, tre porte (con timpano curvilineo) ed ancora tre finestre; le porte danno su balcone balaustrato con colonnine in pietra e retto da quattro coppie di mensole.
Il portale a tutto sesto era dotato dello stemma Vimercati. Dopo la vendita al Seminario, nel 1936 fu rimosso e trasportato nella Villa Vimercati-Groppallo Castelbarco di Torlino Vimercati.
Sopra le due finestre immediatamente a lato del portale sono murati due bassorilievi: nel primo vi è raffigurata una donna con ampia veste, col capo velato, che dorme sotto il volo di un pipistrello mentre un putto mostra una tromba. Nel secondo vi sono raffigurati una figura seminuda, eretta, che mostra una fiaccola e dei putti che versano fiori e grano. Visto il periodo in cui furono collocati si è ipotizzato rappresentino simbolicamente l'oscurantismo austriaco contrapposto all'abbondanza portata dal nascente Regno d'Italia.

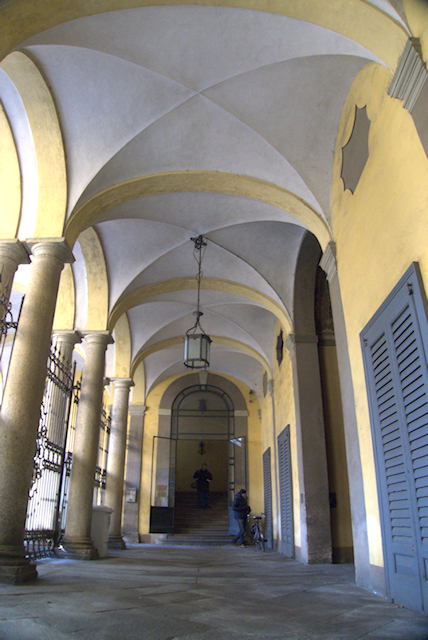
Una porzione del portico interno.

Attraverso l'androne, affrescato con motivi a cassettoni, si perviene al portico, piuttosto profondo con doppia fila di colonne di ordine tuscanico; sul fondo del portico, a destra provenendo dall'ingresso, lo scalone d'onore che sale al piano nobile conserva le colonnine settecentesche, come pure dell'epoca dei Benvenuti sono rimasti due camini. Il resto degli ambienti ha perlopiù l'aspetto decorativo ottocentesco prodotto da Giuseppe Rizzardi. L'ambiente più qualificato è l'ex cappella sulla quale vi mise la mano Eugenio Giuseppe Conti che affrescò la volta la scena de l'Apoteosi di san Luigi re di Francia sulla volta e Le quattro virtù cardinali sopra le porte.
Del Conti presso la redazione del settimanale sono conservati anche tre disegni: si tratta di tre polveri rappresentanti Le tre virtù teologali, cartoni preparatori per alcuni affreschi da eseguire presso la chiesa di Bolzone.

## La biblioteca diocesana

### Patrimonio
L'istituzione, specializzata in teologia cristiana e teologia dotrinale cristiana, conta un patrimonio di 50 manoscritti, 5 manoscritti legati, 10 lettere sciolte, 70 periodici correnti, 23.950 volumi ed opuscoli, 51 incunaboli, 411 edizioni cinquecentine, 315 edizioni seicentine.
A questi si aggiungono 2 mila volumi e 322 faldoni (oltre un migliaio di unità archiviste) provenienti da un lascito del cardinale Paul Poupard.

### Servizi
La Biblioteca offre i seguenti servizi
- consultazione e prestito locale;
- informazioni bibliografiche;
- reference locale;
- accesso Internet;
- fotocopie.

Il servizio è svolto con la collaborazione dell'Istituto Superiore di Scienze Religiose.

## L'archivio storico
L'archivio fu istituito nel 1580 contestualmente all'erezione della diocesi di Crema e vi confluirono documenti più antichi; venne collocato all'interno del palazzo vescovile e nel corso del XX secolo fu più volte spostato da un ambiente all'altro.
Il canonico Gemello Scarpini attuò un primo ordinamento nel 1870 ed un sostanziale riordino venne attuato durante l'episcopato di monsignor Carlo Manziana.
Dopo un breve passaggio in via Giuseppe Mazzini venne, infine, trasferito in questa sede nel 1997.
Vi sono conservati tutti i documenti di ogni tipo che testimoniano la storia della chiesa cremasca.

### Fondi d'archivio
| Fondo                                                                             | Anni                      | Note                 |
| --------------------------------------------------------------------------------- | ------------------------- | -------------------- |
| Associazione Cattolica                                                            | -                         | [ 31 ]               |
| Biblioteca del Seminario vescovile di Crema ("Musiche")                           | -                         | [ 31 ]               |
| Capitolo della Cattedrale di Crema                                                | 1416-1854                 | [ 31 ] [ 32 ]        |
| Carte Agostino Foppa Pedretti e carte Cecilia Cremonesi (eredità Luigi Cavaletti) | 1868-1971                 | [ 31 ]               |
| Carte Angelo Aschedamini                                                          | XX secolo                 | [ 31 ]               |
| Carte Angelo Zavaglio e Giuseppe Quadri                                           | 1926-1935                 | [ 31 ]               |
| Carte Antonio Lingiari                                                            | 1918                      | [ 31 ]               |
| Carte Gabriele Lucchi                                                             | fine XIX secolo-XX secolo | [ 31 ]               |
| Carte Angelo Patrini                                                              | 1901-1905                 | [ 31 ]               |
| Carte Schiavini (dono Angela Crivelli)                                            | 1274-1806                 | [ 31 ]               |
| Confraternita del SS. Sacramento presso la Cattedrale di Crema                    | 1580-1906                 | [ 31 ]               |
| Curia Vescovile di Crema                                                          | 1453-1993                 | [ 31 ] [ 33 ] [ 34 ] |
| Democrazia Cristiana di Crema                                                     | 1945-1997                 | [ 35 ] [ 36 ]        |
| Fabbriceria della Cattedrale di Crema                                             | 1404-1984                 | [ 31 ] [ 37 ]        |
| Giudicatura di pace di Crema                                                      | 1807-1805                 | [ 31 ]               |
| Fondo Grioni                                                                      | 1772-1869                 | [ 31 ]               |
| Opera pia Alzeni                                                                  | 1886-1927                 | [ 31 ] [ 38 ]        |
| Seminario vescovile di Crema                                                      | 1800-1978                 | [ 31 ] [ 39 ]        |
| Tribunale civile di Crema                                                         | 1813-1860                 | [ 31 ]               |
| Fondo Verga                                                                       | -                         | [ 31 ]               |